# O. R. Tambo nemzetközi repülőtér
Az O. R. Tambo nemzetközi repülőtér (IATA: JNB, ICAO: FAOR) egy nemzetközi repülőtér, amely a dél-afrikai Gautengben, a Kempton Parkban található. Az ország egy nagyvárosát, Johannesburgot szolgálja elsősorban ki. Éves utasforgalma 21 237 208 fő (2017). Utasforgalma alapján 2022-ben Afrika 2. legforgalmasabb repülőtere volt.

## Futópályák
A repülőtér futópályái:
- 03L/21R (4421 m, 60 m, aszfaltbeton)
- 03R/21L (3405 m, 60 m, aszfaltbeton)

## Forgalom
Az utasforgalom az elmúlt években az alábbi módon változott:
| Utasok száma | 19 033 078 | 18 816 163 | 18 792 857 | 19 968 413 | 20 803 950 | 21 237 208 | 21 208 222 | 6 839 670 | 8 201 500 | 14 721 965 |
|              | 2011       | 2012       | 2013       | 2015       | 2016       | 2017       | 2018       | 2020      | 2021      | 2022       |

## Légitársaságok és úticélok
2023-ban a O.R. Tambo Nemzetközi repülőtérről az alábbi járatok indulnak:
| Légitársaság                  | Célállomások | Refs                               |
| ----------------------------- | --- | ---------------------------------- |
| Air Austral                   | Saint-Denis de la Réunion | [ 2 ]                              |
| Air Belgium                   | Brüsszel | [ 3 ] [ 4 ]                        |
| Air Botswana                  | Francistown, Gaborone, Kasane, Maun | [ 5 ]                              |
| Air China                     | Beijing–Capital, Shenzhen | [ 8 ]                              |
| Air Côte d'Ivoire             | Abidjan, Kinshasa–N'djili | [ 9 ]                              |
| Air France                    | Párizs-Charles de Gaulle repülőtér | [ 10 ] [ 11 ]                      |
| Air Madagascar                | Antananarivo | [ 12 ]                             |
| Air Mauritius                 | Mauritius | [ 13 ]                             |
| Air Peace                     | Abuja, Lagos | [ 14 ] [ 15 ]                      |
| Air Seychelles                | Mahé, Malé | [ 16 ]                             |
| Air Zimbabwe                  | Bulawayo, Harare | [ 17 ]                             |
| Airlink                       | Antananarivo, Beira, Bloemfontein, Bulawayo, Cape Town, Dar es Salaam, Durban, East London, Entebbe, Gaborone, George, Harare, Hoedspruit, Kasane, Kimberley, Livingstone, Luanda, Lubumbashi, Lusaka, Manzini, Maputo, Maseru, Maun, Mbombela, Mthatha, Nairobi–Jomo Kenyatta (2023 április 24-től), Nampula, Ndola, Nosy Be, Pemba, Phalaborwa, Pietermaritzburg, Polokwane, Port Elizabeth, Richards Bay, Saint Helena, Sishen, Skukuza, Tete, Upington, Victoria Falls, Vilanculos, Walvis Bay, Windhoek–Hosea Kutako Charter: Ascension Island | [ 18 ] [ 19 ] [ 20 ] [ 21 ] [ 22 ] |
| ASKY Airlines                 | Brazzaville, Douala, Kinshasa–N'djili, Lagos, Libreville, Lomé | [ 23 ]                             |
| British Airways               | London–Heathrow |                                    |
| Cathay Pacific                | Hong Kong (resumes2023 augusztus 1-től) | [ 25 ]                             |
| CemAir                        | Bloemfontein, Cape Town, Durban, George, Hoedspruit, Kimberley, Luanda, Lusaka, Maputo, Margate, Maun (2023 május 1-től), Plettenberg Bay, Port Elizabeth, Sishen | [ 27 ] [ 28 ] [ 29 ]               |
| Condor                        | Szezonális: Frankfurt | [ 30 ]                             |
| Congo Airways                 | Kinshasa–N'djili, Lubumbashi | [ 31 ] [ 32 ]                      |
| Delta Air Lines               | Atlanta | [ 33 ]                             |
| EgyptAir                      | Cairo | [ 34 ] [ 35 ]                      |
| El Al                         | Tel Aviv | [ 36 ]                             |
| Emirates                      | Dubai–International | [ 37 ]                             |
| Eswatini Air                  | Manzini | [ 38 ]                             |
| Ethiopian Airlines            | Addis Ababa | [ 39 ]                             |
| Etihad Airways                | Abu Dhabi | [ 40 ]                             |
| Fastjet Zimbabwe              | Bulawayo, Harare, Victoria Falls | [ 41 ]                             |
| FlySafair                     | Bloemfontein, Cape Town, Durban, East London, George, Mauritius, Port Elizabeth, Zanzibar | [ 42 ] [ 43 ]                      |
| Global Aviation               | Charter: Zanzibar | [ 44 ]                             |
| Kenya Airways                 | Nairobi–Jomo Kenyatta | [ 45 ] [ 46 ]                      |
| KLM                           | Amszterdam | [ 11 ] [ 47 ]                      |
| LAM Mozambique Airlines       | Beira, Maputo, Nampula, Pemba, Vilanculos | [ 48 ] [ 49 ]                      |
| LATAM Brasil                  | São Paulo–Guarulhos (resumes2023 augusztus 3-tól) | [ 50 ]                             |
| LIFT                          | Cape Town, Durban | [ 51 ] [ 52 ] [ 53 ]               |
| Lufthansa                     | Frankfurt | [ 54 ]                             |
| Malawi Airlines               | Blantyre, Lilongwe | [ 55 ]                             |
| Proflight Zambia              | Ndola | [ 56 ]                             |
| Qantas                        | Sydney Szezonális: Perth | [ 58 ]                             |
| Qatar Airways                 | Doha | [ 59 ]                             |
| Royal Zambian Airlines        | Lusaka | [ 60 ]                             |
| RwandAir                      | Kigali, Lusaka | [ 61 ]                             |
| Singapore Airlines            | Singapore | [ 62 ] [ 63 ] [ 64 ]               |
| South African Airways         | Accra, Blantyre, Cape Town, Nairobi–Jomo KenyattaDurban, Harare, Kinshasa–N'djili, Lagos, Lilongwe, Lusaka, Maputo, Mauritius, Port Elizabeth, Victoria Falls, Windhoek–Hosea Kutako | [ 69 ] [ 70 ] [ 71 ] [ 72 ]        |
| Swiss International Air Lines | Zürich | [ 73 ]                             |
| TAAG Angola Airlines          | Luanda | [ 74 ]                             |
| Turkish Airlines              | Istanbul | [ 75 ]                             |
| Uganda Airlines               | Entebbe | [ 76 ]                             |
| United Airlines               | Newark | [ 77 ] [ 78 ]                      |
| Virgin Atlantic               | London–Heathrow | [ 79 ]                             |
| Zambia Airways                | Livingstone, Lusaka | [ 80 ]                             |